# FC Ararat Jerewan

Altes Logo aus der sowjetischen Zeit

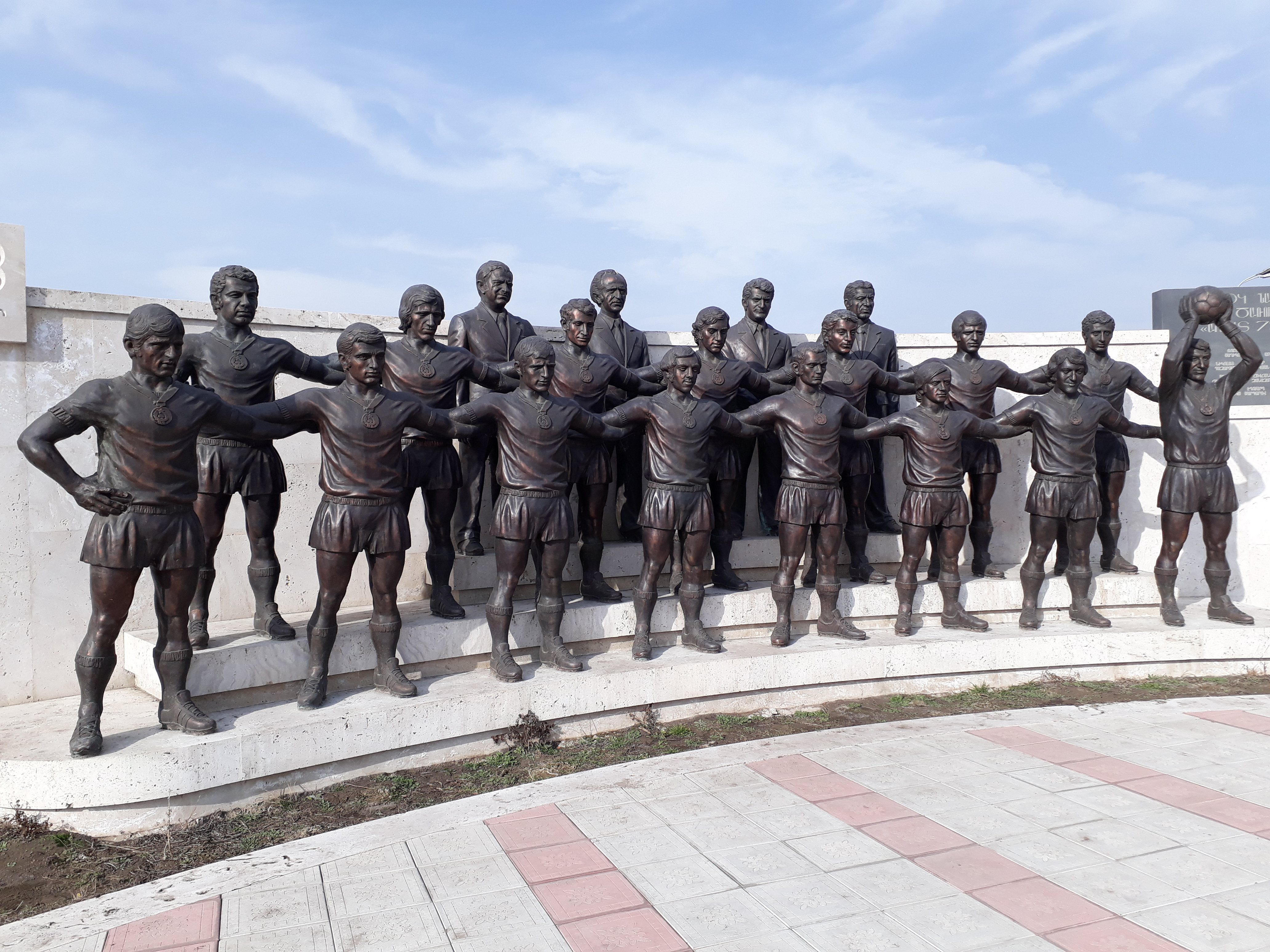
Standbild in Erinnerung des Gewinnes des Doubles 1973

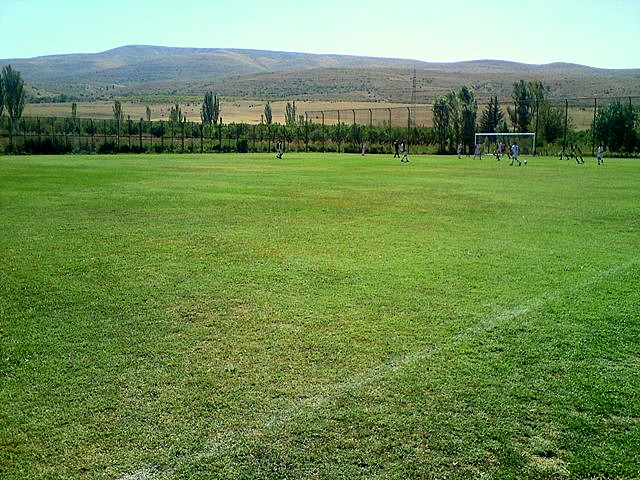
Das Trainingszentrum des Vereins, 2013

Der FC Ararat Jerewan (armenisch Ֆուտբոլային Ակումբ Արարատ Երեւան, Futbolayin Akumb Ararat Jerewan; russisch Футбольный Клуб Арарат Ереван) ist ein armenischer Fußballverein. Der Club aus der Hauptstadt Jerewan spielt zurzeit in der Premier League, der höchsten Liga des Landes.
Ararat Jerewan war zur Zeit der Sowjetunion der erfolgreichste Verein Armeniens und konnte 1973 sogar das sowjetische Double gewinnen. Seit der Unabhängigkeit Armeniens verlor der traditionsreiche Verein jedoch seine Vormachtstellung, die letzte Meisterschaft wurde 1993 gewonnen.

## Geschichte
Der Verein wurde 1935 als Spartak Jerewan gegründet. Seit 1963 trägt er den Namen Ararat. Er verweist auf den Berg Ararat, der das Nationalsymbol der Armenier ist. 1949 stieg die erste Mannschaft in die höchste sowjetische Liga auf, stieg jedoch im Folgejahr schon wieder ab. Die Rückkehr ins Oberhaus gelang dann zur Saison 1960, wobei 1963 erneut der Abstieg angetreten werden musste. Bereits in der nächsten Saison gelang jedoch der sofortige Wiederaufstieg. Von 1965 an, bis zur Auflösung der Sowjetunion 1991, verblieb Ararat Jerewan dann in der höchsten sowjetischen Liga.
Ihre erfolgreichsten Zeiten hatte die Mannschaft in den 1970er-Jahren. In der Saison 1973 gewann sie unter Trainer Nikita Simonjan das Double, bestehend aus Pokal und Meisterschaft. Neben Dinamo Tiflis war man damit die einzige sowjetische Mannschaft aus dem Kaukasus, die je die Meisterschaft gewinnen konnte. Das Team um Trainer Simonjan wurde in Jerewan wie Helden gefeiert, die Spieler Eduard Markarow, Aljoscha Abramjan, Alexander Kowalenko, Howhannes Sanasanjan, Lewon Ischtojan, Arkadi Andriasjan und Norair Mesropjan wurden in die Liste der 33 besten sowjetischen Spieler der Saison aufgenommen.
Im folgenden Jahr erreichte der Verein das Viertelfinale des Europapokals der Landesmeister 1974/75, wo er nach einer 0:2-Auswärtsniederlage und einem 1:0-Heimsieg nur knapp dem späteren Sieger FC Bayern München unterlag.
1975 konnte Ararat mit Trainer Wiktor Maslow noch einmal den Pokal gewinnen und zog daher in den Europapokal der Pokalsieger 1975/76 ein. Nachdem man dann in der Ersten Runde noch mit 10:1 rekordverdächtig gegen den zypriotischen Klub Anorthosis Famagusta gewonnen hatte, schied man in der zweiten Runde mit 2:4 (1:1 in Jerewan, 1:3 in London) gegen den späteren Finalisten West Ham United aus.
1976 unterlag Ararat unter der Führung des Trainers und ehemaligen Spielers Eduard Markarow im Pokalfinale gegen Dinamo Tiflis und beendete die Saison als Tabellenzweiter hinter Dynamo Moskau. Besonders ab den 1980er-Jahren gehörte Ararat aber nur noch zum Mittelfeld der sowjetischen Liga und war zeitweise sogar abstiegsgefährdet. Die letzte Saison der sowjetischen Meisterschaft beendete die Mannschaft auf dem siebten Platz.
Nach dem Zerfall der Sowjetunion spielte man in der neugegründeten Bardsragujn chumb. Der einstige Spitzenklub gewann noch die armenische Meisterschaft 1993 sowie einige Male den Fußballpokal, verlor aber seine Vormachtstellung im armenischen Fußball.
Im Jahre 2006 war der Verein zahlungsunfähig und meldete Konkurs an. Die zweite Mannschaft übernahm den Platz und fungierte anschließend als erste Mannschaft.
In der Saison 2009 stieg der Verein als Tabellenletzter von der Premier League in die Armenian First League ab. 2010 gelang jedoch der direkte Wiederaufstieg. Die Saison 2011 beendete man auf dem letzten Tabellenplatz (lediglich zwei Siege, 22 Niederlagen). Man umging den Abstieg nur, da 2011 alle Mannschaften aus der Zweiten Liga Zweitmannschaften von Erstligisten waren und daher keine Aufstiegsberechtigung besaßen. 2012/13 schloss man auf dem 7. von 8 Tabellenplätzen ab.

## Vereinsänderungen
- 1935 – Spartak Jerewan
- 1937 – Dinamo Jerewan
- 1954 – Spartak Jerewan
- 1963 – FK Ararat Jerewan
- 1992 – FA Ararat Jerewan
- 2004 – FA Lernagorts-Ararat Kapan (Fusion mit FA Lernagorts Kapan)
- 2004 – FA Ararat Kapan (Lösung der Fusion)
- 2004 – FA Ararat Jerewan
- 2006 – Konkurs
- 2006 – FA Ararat Jerevan (Übernahme der 2. Mannschaft)

## Europapokalbilanz
| Saison  | Wettbewerb                    | Runde                  | Gegner                  | Gesamt          | Hin       | Rück          |
| ------- | ----------------------------- | ---------------------- | ----------------------- | --------------- | --------- | ------------- |
| 1972/73 | UEFA-Pokal                    | 1. Runde               | EPA Larnaka             | 2:0             | 1:0 (A)   | 1:0 (H)       |
| 1972/73 | UEFA-Pokal                    | 2. Runde               | Grasshopper Club Zürich | 7:3             | 3:1 (A)   | 4:2 (H)       |
| 1972/73 | UEFA-Pokal                    | 3. Runde               | 1. FC Kaiserslautern    | 2:2 (4:5 i. E.) | 2:0 (H)   | 0:2 n. V. (A) |
| 1974/75 | Europapokal der Landesmeister | 1. Runde               | Viking Stavanger        | 6:2             | 2:0 (A)   | 4:2 (H)       |
| 1974/75 | Europapokal der Landesmeister | 2. Runde               | Cork Celtic             | 7:1             | 2:1 (A)   | 5:0 (H)       |
| 1974/75 | Europapokal der Landesmeister | Viertelfinale          | FC Bayern München       | 1:2             | 0:2 (A)   | 1:0 (H)       |
| 1975/76 | Europapokal der Pokalsieger   | 1. Runde               | Anorthosis Famagusta    | 10:10           | 9:0 (H)   | 1:1 (A)       |
| 1975/76 | Europapokal der Pokalsieger   | 2. Runde               | West Ham United         | 2:4             | 1:1 (H)   | 1:3 (A)       |
| 1994/95 | UEFA-Pokal                    | Vorrunde               | ZSKA Sofia              | 0:3             | 0:3 (A)   | 0:0 (H)       |
| 1995/96 | Europapokal der Pokalsieger   | Qualifikation          | GKS Katowice            | 2:2 (5:4 i. E.) | 0:2 (A)   | 2:0 n. V. (H) |
| 1995/96 | Europapokal der Pokalsieger   | 1. Runde               | FK Dynamo Moskau        | 1:4             | 1:3 (A)   | 0:1 (H)       |
| 1997/98 | Europapokal der Pokalsieger   | Qualifikation          | FC Dinamo Batumi        | 3:2             | 3:0 1 (A) | 0:2 (H)       |
| 1997/98 | Europapokal der Pokalsieger   | 1. Runde               | FC Kopenhagen           | 0:5             | 0:3 (A)   | 0:2 (H)       |
| 1999    | UEFA Intertoto Cup            | 1. Runde               | FCM Bacău               | 2:0             | 1:0 (A)   | 1:0 (H)       |
| 1999    | UEFA Intertoto Cup            | 2. Runde               | VV St. Truiden          | 1:5             | 0:2 (H)   | 1:3 (A)       |
| 2000/01 | UEFA-Pokal                    | Qualifikation          | 1. FC Košice            | 3:4             | 2:3 (H)   | 1:1 (A)       |
| 2001/02 | UEFA-Pokal                    | Qualifikation          | Hapoel Tel Aviv         | 0:5             | 0:2 (H)   | 0:3 (A)       |
| 2005    | UEFA Intertoto Cup            | 1. Runde               | Neuchâtel Xamax         | 1:9             | 1:3 (H)   | 0:6 (A)       |
| 2007    | UEFA Intertoto Cup            | 1. Runde               | FK Schachzjor Salihorsk | 3:4             | 1:4 (A)   | 2:0 (H)       |
| 2008/09 | UEFA-Pokal                    | 1. Qualifikationsrunde | AC Bellinzona           | 1:4             | 0:1 (H)   | 1:3 (A)       |
| 2021/22 | UEFA Europa Conference League | 1. Qualifikationsrunde | Fehérvár FC             | 3:1             | 1:1 (A)   | 2:0 (H)       |
| 2021/22 | UEFA Europa Conference League | 2. Qualifikationsrunde | Śląsk Wrocław           | 5:7             | 2:4 (H)   | 3:3 (A)       |
| 2022/23 | UEFA Europa Conference League | 1. Qualifikationsrunde | KF Shkëndija            | 2:4             | 0:2 (A)   | 2:2 (H)       |

Gesamtbilanz: 46 Spiele, 15 Siege, 7 Unentschieden, 24 Niederlagen, 62:75 Tore (Tordifferenz −13)

## Titelgewinne
- Sowjetischer Meister (1): 1973
- Sowjetischer Pokalsieger (2): 1973, 1975
- Armenischer Meister (1): 1993
- Armenischer Pokalsieger (6): 1993, 1994, 1995, 1997, 2008, 2021
- Armenischer Pokalfinalist: 2001, 2007
- Armenischer Supercup (1): 2009
- Armenischer Supercupfinalist: 1997

## Trainer
- Nikita Simonjan (1973–1974, 1984–1985)
- Wiktor Maslow (1975)
- Eduard Markarow (1976–1977, 1984–1985)
- Igor Kolywanow (2020)

## Spieler
| - Arkadi Andreasjan (1966–1967) - Eduard Markarow (1971–1975) - Arsen Awetissjan (1999–2000) - Alexander Kowalenko (1960–1975) - Jerwand Krbaschjan (1988–1993) - Hamlet Mchitarjan (1980–1987) | - Wahagn Minasjan (2006–2008) - Hrajr Mkojan (2007–2008) - Choren Howhannisjan (1974–1985) - Marcos Pizzelli (2006–2008) - Schak Suprikjan (1954–1955) - Aleksandr Tadewosjan (2000–2001) |